# Palais Capodilista
Le Palazzo Capodilista est un rare témoignage de l'architecture résidentielle médiévale et l'un des plus grands palais de Padoue. Construit au début du XIIIe siècle autour de la tour défensive existante (du IIe siècle), il conserve la plupart des souvenirs historiques de l'ancienne famille Capodilista (à partir de 1785 Emo Capodilista) dont les descendants possédaient l'édifice jusqu'au début des années 2000.

## Description
Le noyau principal, le palais-forteresse le plus ancien, est celui caractérisé par les remparts et la tour, haute de plus de 35 mètres. Ouverte à l'origine par six portiques élancés de style padouan « géants » reposant sur d'imposants piliers à base de pierre. Les anciennes fenêtres à meneaux sont encore reconnaissables dans le mur de briques. La chapelle décorée entre les XIVe et XVe siècles demeure une relique de l'époque médiévale, avec des fresques d'époque, un ciboire et un retable de style lombard. Le décor étoilé des voûtes du portique est gothique.

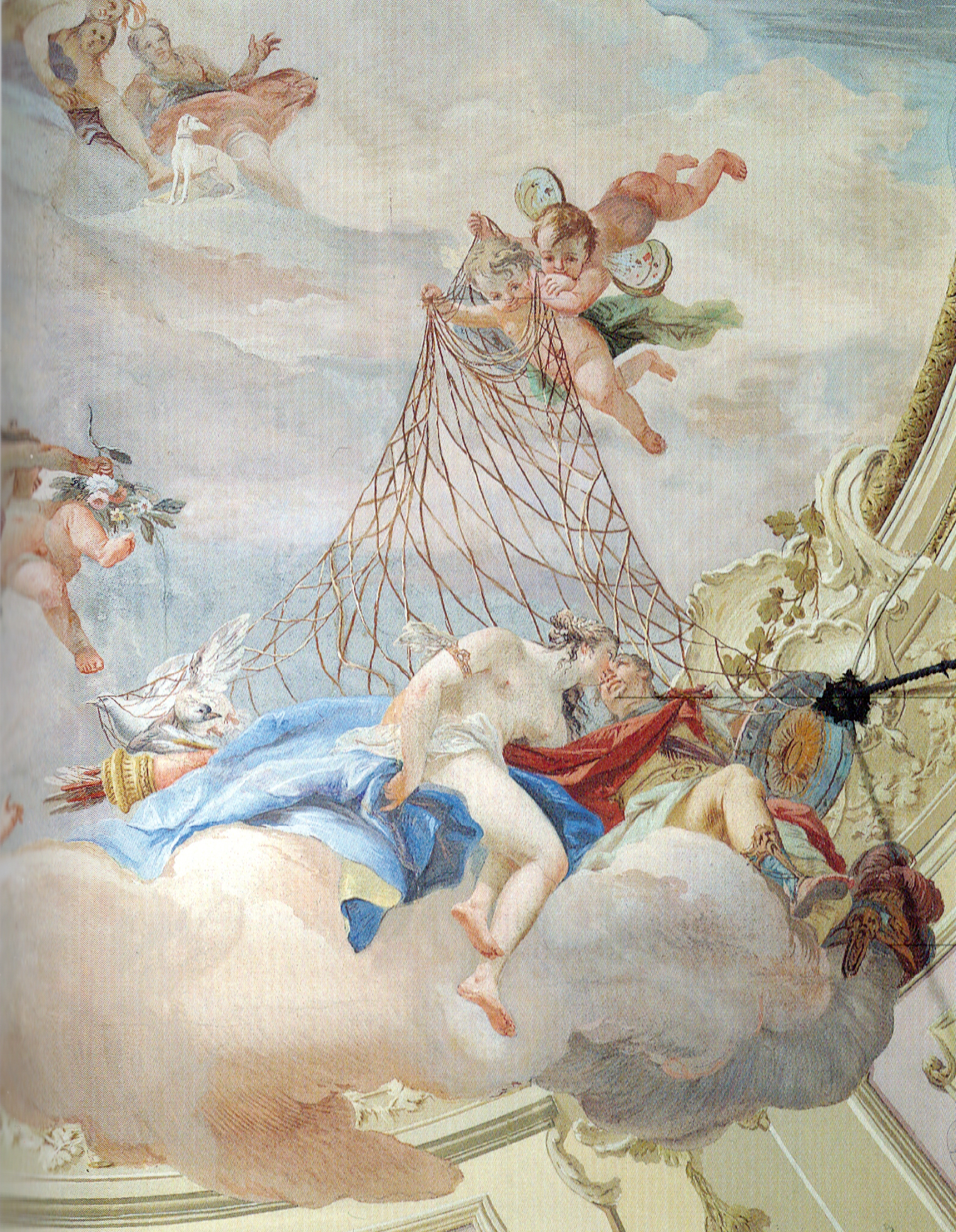
Palais Capodilista, Vénus et Mars surpris par un filet de Costantino Cedini.

La grande collection d'art des Emo Capodilista, déjà exposée dans le bâtiment, enrichit une partie des expositions des Musées Civiques des Eremitani.

## Source
- (it) Cet article est partiellement ou en totalité issu de l’article de Wikipédia en italien intitulé « Palazzo Capodilista » (voir la liste des auteurs).